# Seguam
L'île Seguam (Seguam Island en anglais, Saĝuugamax en aléoute) est une petite île de l'archipel Andreanof dans l'ouest de l'arc des îles Aléoutiennes en Alaska (États-Unis). L'île est montagneuse et de forme ovale avec une superficie de 207 km2. Le recensement de 2000 rapporta la présence d'un unique habitant.
L'île est une succession de volcans, et plusieurs cratères. Environ 10 grandes éruptions sont survenues depuis le XVIIIe siècle, la plus récente datant de 1993. Toutes les activités les plus récentes se sont déroulées au Pyre Peak, sur le versant ouest de l'île.
Cette île est dans une zone à forte activité sismique.